# Spring Hill (Florida)
Spring Hill è una città dello stato americano della Florida, nella contea di Hernando.